# Heartland (Heartland)
Heartland è l'album d'esordio del gruppo musicale britannico Heartland, pubblicato nel 1991.

## Tracce
1. Teach You to Dream – 4:34
2. Carrie Ann – 4:43
3. Don't Cast You Shadow – 4:55
4. Real World – 4:13
5. Fight Fire with Fire – 4:12
6. That Thing – 4:06
7. Walking On Ice – 4:06
8. Paper Heart – 4:38
9. Paradise – 4:48
10. Promises – 3:55

## Formazione
- Chris Ousey - voce
- Gary Sharp - chitarra
- Phil Brown - basso
- Rick Carter - tastiera
- David Hinson - tastiera
- George Deangelis - tastiera
- Don Snow - pianoforte
- Steve Ferrara - batteria
- Steve Gibson - batteria, percussioni
- Carol Kenyon - cori
- Don Snow - cori
- Jody Pijper - cori
- Julia Loko - cori
- Omar Dupree - cori
- Paul Moggledon - cori
- Steven P. Clisby - cori
- Sylvia Mason James - cori